# Eupithecia robiginascens
Eupithecia robiginascens är en fjärilsart som beskrevs av Louis Beethoven Prout 1926. Eupithecia robiginascens ingår i släktet Eupithecia och familjen mätare. Inga underarter finns listade i Catalogue of Life.